# C+C Music Factory
I C+C Music Factory sono stati un gruppo dance-pop e hip hop di New York formato nel 1989 da David Byron Cole e Robert Clivillés.

## Storia
Il gruppo rimase in attività fino al 1996, anno in cui, dopo la morte di Cole, smise di registrare. 
Complessivamente collezionò un totale di 35 premi discografici a livello mondiale, tra cui cinque Billboard Awards, cinque American Music Award e due MTV Video Music Awards.
Nel 2010 il gruppo si è riformato, con Eric Kupper a sostituire il defunto Cole.

## Discografia
Album
- 1990 - Gonna Make You Sweat
- 1994 - Anything Goes!
- 1995 - C+C Music Factory

Singoli
- 1990 - Gonna Make You Sweat (Everybody Dance Now)
- 1991 - Here We Go (Let's Rock & Roll)
- 1991 - Things That Make You Go Hmmm...
- 1991 - Just a Touch of Love
- 1994 - Do You Wanna Get Funky
- 1994 - Take a Toke
- 1995 - I Found Love
- 1995 - I'll Always Be Around